# Saint-Pierre-la-Palud
Saint-Pierre-la-Palud és un municipi francès situat al departament del Roine i a la regió d'Alvèrnia-Roine-Alps. L'any 2007 tenia 2.199 habitants.

## Demografia

### Població
El 2007 la població de fet de Saint-Pierre-la-Palud era de 2.199 persones. Hi havia 842 famílies de les quals 196 eren unipersonals (120 homes vivint sols i 76 dones vivint soles), 235 parelles sense fills, 347 parelles amb fills i 64 famílies monoparentals amb fills.
La població ha evolucionat segons el següent gràfic:
Habitants censats

### Habitatges
El 2007 hi havia 920 habitatges, 851 eren l'habitatge principal de la família, 27 eren segones residències i 42 estaven desocupats. 633 eren cases i 262 eren apartaments. Dels 851 habitatges principals, 545 estaven ocupats pels seus propietaris, 295 estaven llogats i ocupats pels llogaters i 11 estaven cedits a títol gratuït; 31 tenien una cambra, 60 en tenien dues, 143 en tenien tres, 230 en tenien quatre i 387 en tenien cinc o més. 632 habitatges disposaven pel capbaix d'una plaça de pàrquing. A 323 habitatges hi havia un automòbil i a 449 n'hi havia dos o més.

### Piràmide de població
La piràmide de població per edats i sexe el 2009 era:
| Homes | Edats   | Dones |
| ----- | ------- | ----- |
| 4     | 95 o +  | 0     |
| 0     | 90 a 94 | 4     |
| 20    | 85 a 89 | 12    |
| 16    | 80 a 84 | 12    |
| 8     | 75 a 79 | 40    |
| 40    | 70 a 74 | 44    |
| 28    | 65 a 69 | 24    |
| 20    | 60 a 64 | 28    |
| 48    | 55 a 59 | 36    |
| 48    | 50 a 54 | 64    |
| 100   | 45 a 49 | 56    |
| 124   | 40 a 44 | 104   |
| 84    | 35 a 39 | 116   |
| 44    | 30 a 34 | 48    |
| 64    | 25 a 29 | 52    |
| 56    | 20 a 24 | 32    |
| 64    | 15 a 19 | 104   |
| 96    | 10 a 14 | 76    |
| 108   | 5 a 9   | 68    |
| 64    | 0 a 4   | 44    |

## Economia
El 2007 la població en edat de treballar era de 1.465 persones, 1.165 eren actives i 300 eren inactives. De les 1.165 persones actives 1.091 estaven ocupades (564 homes i 527 dones) i 74 estaven aturades (34 homes i 40 dones). De les 300 persones inactives 102 estaven jubilades, 125 estaven estudiant i 73 estaven classificades com a «altres inactius».

### Ingressos
El 2009 a Saint-Pierre-la-Palud hi havia 911 unitats fiscals que integraven 2.378 persones, la mediana anual d'ingressos fiscals per persona era de 21.458 €.

### Activitats econòmiques
Dels 103 establiments que hi havia el 2007, 8 eren d'empreses extractives, 1 d'una empresa alimentària, 2 d'empreses de fabricació de material elèctric, 11 d'empreses de fabricació d'altres productes industrials, 17 d'empreses de construcció, 18 d'empreses de comerç i reparació d'automòbils, 3 d'empreses de transport, 7 d'empreses d'hostatgeria i restauració, 2 d'empreses d'informació i comunicació, 2 d'empreses financeres, 3 d'empreses immobiliàries, 11 d'empreses de serveis, 11 d'entitats de l'administració pública i 7 d'empreses classificades com a «altres activitats de serveis».
Dels 21 establiments de servei als particulars que hi havia el 2009, 1 era una oficina de correu, 2 tallers de reparació d'automòbils i de material agrícola, 1 paleta, 1 guixaire pintor, 4 fusteries, 2 lampisteries, 4 electricistes, 1 empresa de construcció, 2 perruqueries i 3 restaurants.
Dels 4 establiments comercials que hi havia el 2009, 1 era una botiga de menys de 120 m², 1 una fleca, 1 una carnisseria i 1 una llibreria.
L'any 2000 a Saint-Pierre-la-Palud hi havia 12 explotacions agrícoles que ocupaven un total de 240 hectàrees.

## Equipaments sanitaris i escolars
L'únic equipament sanitari que hi havia el 2009 era una farmàcia.
El 2009 hi havia 1 escola maternal i 1 escola elemental.

## Poblacions més properes
El següent diagrama mostra les poblacions més properes.